# Equus hemionus onager
L'onagro o emione persiano (Equus hemionus onager) è un Equide tipico dell'Asia centrale.

## Distribuzione
In passato era presente nelle steppe che vanno dal Turkestan russo alla Persia nord-orientale e all'Afghanistan nord-occidentale; è probabile che si spingesse fino all'Arabia e la Mesopotamia ed era diffuso anche in Siria.
Attualmente il suo habitat è limitato in alcune aree protette dell'Iran. In particolare nell'area protetta Touran nella provincia di Semnan, dove si stimano 471 esemplari, e nella provincia Fars nell'area protetta Bahram-e-Goor, dove si stimano 96 esemplari.

## Morfologia
Altezza al garrese: 110 cm. Il mantello è giallo biancastro: il bianco, argenteo e lucente, si estende dalle zampe e dalla regione inferiore del corpo all'inguine e, dietro le spalle, fino al dorso giallastro. D'inverno il mantello si trasforma in una lanosa pelliccia.
L'onagro, che vive in piccole mandrie guidate da un maschio, è stato cacciato sin dall'antichità. La sua carne, specie se si trattava di un animale giovane, era considerata un piatto prelibato dai buongustai dell'antica Roma e viene tuttora ricercata dagli arabi e dai persiani. È un uso abbastanza diffuso quello di catturare i piccoli dell'onagro per poi farli accoppiare, a tempo debito, con asine domestiche: si ottengono così ottimi asini da sella di ottima conformazione.

## Status e conservazione
La specie è classificata come in pericolo critico di estinzione (CR) da parte della IUCN. Inoltre è iscritta all'appendice II della CITES.
La specie, la cui popolazione residua è stimata in non più di 600 esemplari, è oggi seriamente minacciata sia dalla caccia che dalla competizione con specie domestiche.
La Zoological Society of London, in base a criteri di unicità evolutiva e di esiguità della popolazione, considera Equus hemionus onager una delle 100 specie di mammiferi a maggiore rischio di estinzione.